# Logo jezik
Logo jezik (ISO 639-3: log; logoti), nilsko-saharski jezik uže centralnosudanske skupine, kojim govori 210 000 ljudi (1989 SIL) u provinciji Orientale u Demokratskoj Republici Kongo, poglavito na teritoriju Faradje i gradu Watsa.
Ima više dijalekata ogambi (ogamaru, sjeverni logo), doka, lolya, obilebha (obelebha, obileba), bhagira (bagela), bari (bari-logo, bariti), od kojih sjeverni logo ili ogambi ima 100 000 govornika. Zajedno s jezicima aringa [luc] (Uganda), avokaya [avu] (Sudan), keliko [kbo] (Sudan), lugbara [lgg] (Uganda) i omi [omi] (Demokratska Republika Kongo) čini centralnu podskupinu moru-madi.

## Vanjske poveznice
- Ethnologue (14th)
- Ethnologue (15th)